# Pfarrkirche St. Peter (Lajen)

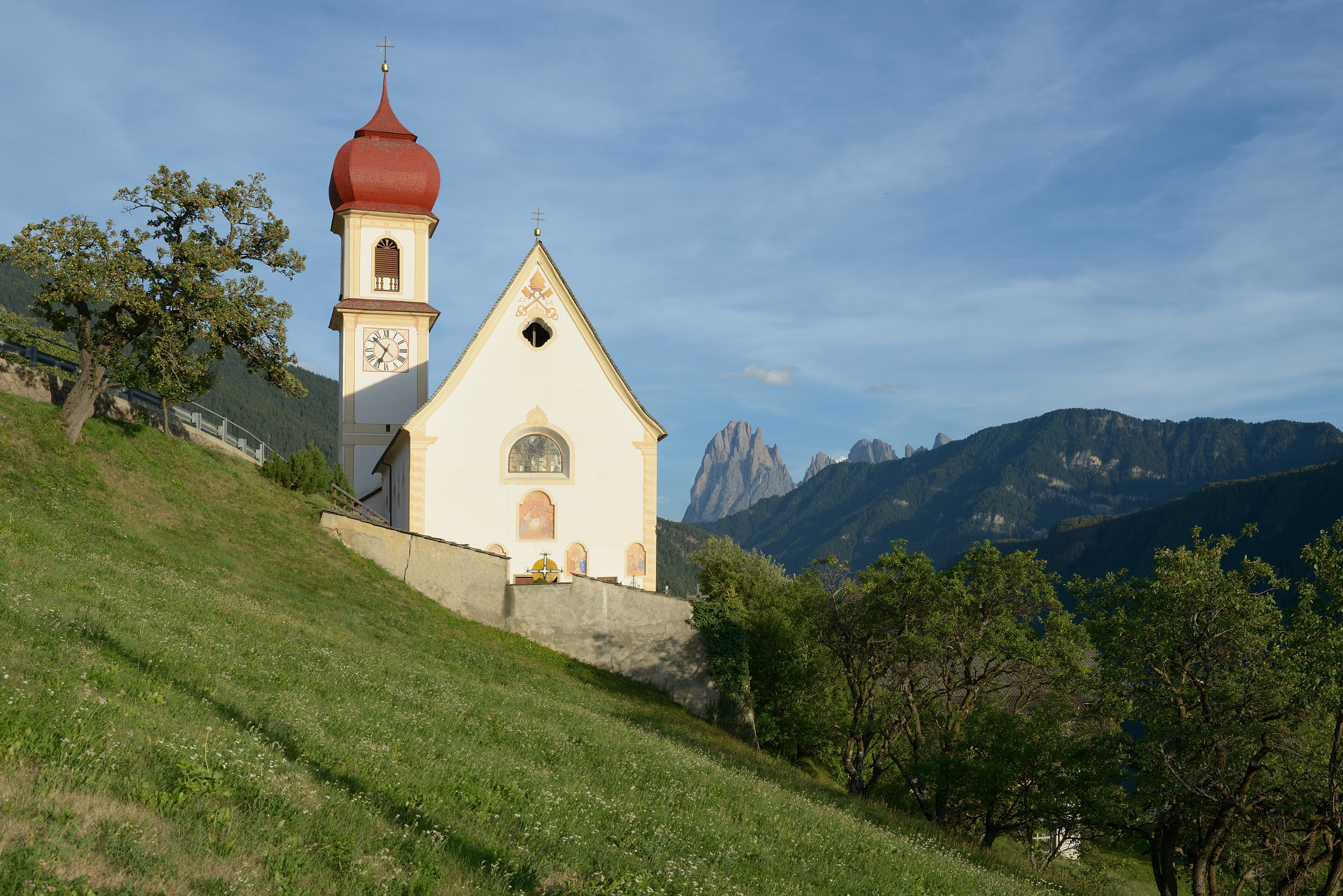
Ansicht von Westen mit Langkofel

Die Pfarrkirche St. Peter in der gleichnamigen Ortschaft St. Peter (Gemeinde Lajen, Südtirol) ist dem Apostel Petrus geweiht.

## Geschichte
Schon 1241 wird eine dem Hl. Petrus geweihte Kirche urkundlich erwähnt. 1448 weihte Weihbischof Andreas im Auftrag von Bischof Johann Röttel von Brixen den spätgotischen Umbau des ursprünglich romanischen Gotteshauses. 1509 wurde ein neuerlicher Umbau der Apsis der Kirche von Weihbischof Konrad von Brixen samt einem neuen Friedhof geweiht. Um die Mitte des 18. Jahrhunderts entschloss man sich zum Neubau der Kirche, deren Grundstein am 8. April 1764 vom Lajener Pfarrer  Franz Josef von Ingram gesegnet wurde. Am 15. Juni 1767 wurde die Kirche vom Fürstbischof Brixens Leopold von Spaur geweiht.
Erst seit 1914 gibt es in St. Peter eine Pfarrei. Die Seelsorge erfolgte früher von der Pfarrei Lajen aus.

## Innenausstattung
Die Altäre und die Kanzel sind im Rokoko-Stil ausgestaltet. Der Hauptaltar ist mit Holzstatuen der Heiligen Petrus und Paulus und zahlreichen Engeln bestückt.
Das Altarbild zeigt den Abschied von Petrus von Paulus und wurde 1778 von Michael Cranpichler aus der Augsburger Malerschule gefertigt. Zwei Seitenaltäre sind der Muttergottes (Holzstatue der Rosenkranzmadonna von Franz Tavella um 1900) und dem Heiligen Josef gewidmet. Einige der holzgeschnitzten Heiligen sind der Werkstatt der Grödner Bildhauer Vinazer zuzuschreiben.

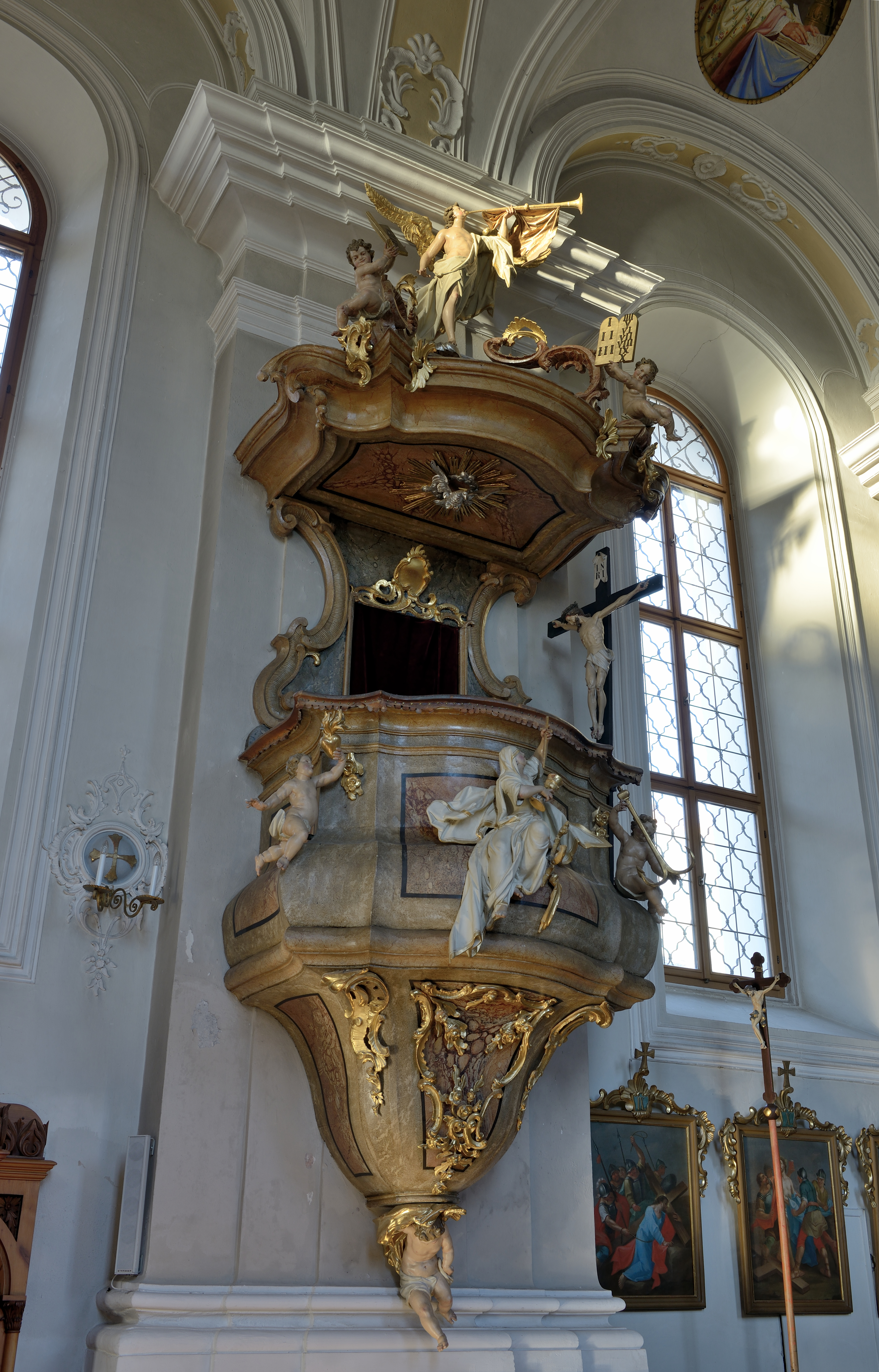
Rokoko-Kanzel

An der Orgelempore wurden Fresken mit der Salbung des Herrn durch Maria Magdalena, die Heilung der Lahmen durch Petrus, die Heilige Cäcilia und die Bekehrung des Apostels Paulus laut Josef Weingartner von einem unbekannten Maler um 1764 angefertigt. Das Gewölbe des Kirchensaales wurde 1845 von Josef Arnold dem Älteren freskiert.
Ein Opferstock am Südportal trägt die Jahreszahl 1298. Die Kirchen- und Chorstühle wurden 1878 von Johann Rainer angefertigt. 1837/38 wurde von der Firma Reinisch aus Steinach die Orgel erstellt, die 1987 von der Firma Pirchner einer umfassenden Restaurierung unterzogen wurde.

## Außenmauern
Die Länge der Kirche beträgt 27 m, die Breite 12 m.
An der westlichen und südlichen Außenmauer fertigte Josef Arnold mit seinen Söhnen weitere Fresken. An der nördlichen Fassade befinden sich drei Fresken im Rokoko-Stil.
Im Friedhofsbereich hinter der Apsis steht eine Totenkapelle mit einem Retabel mit einem Madonnenbild nach Giovanni Bellini, entstanden um 1540.

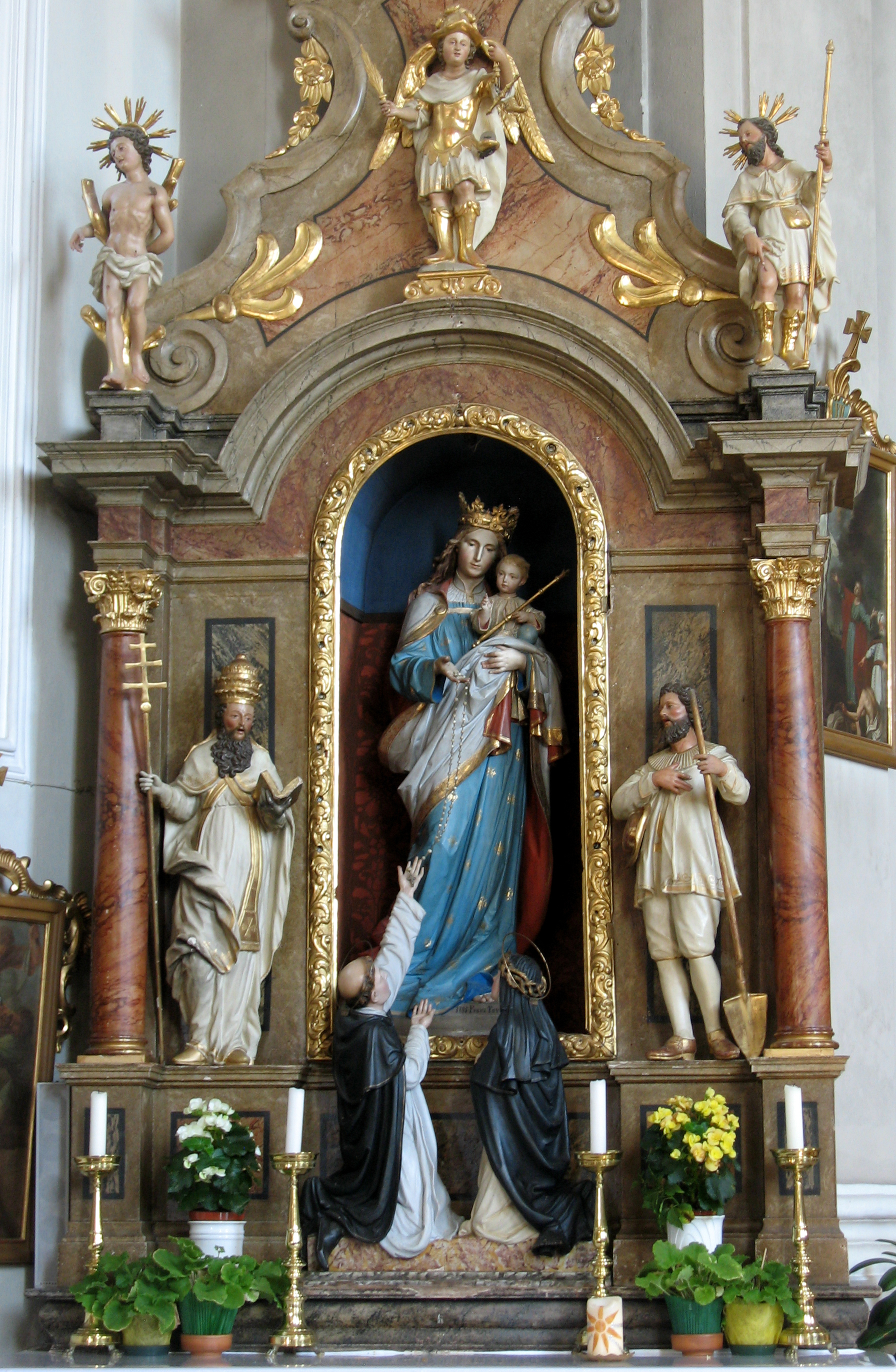
Rosenkranzmadonna von Franz Tavella
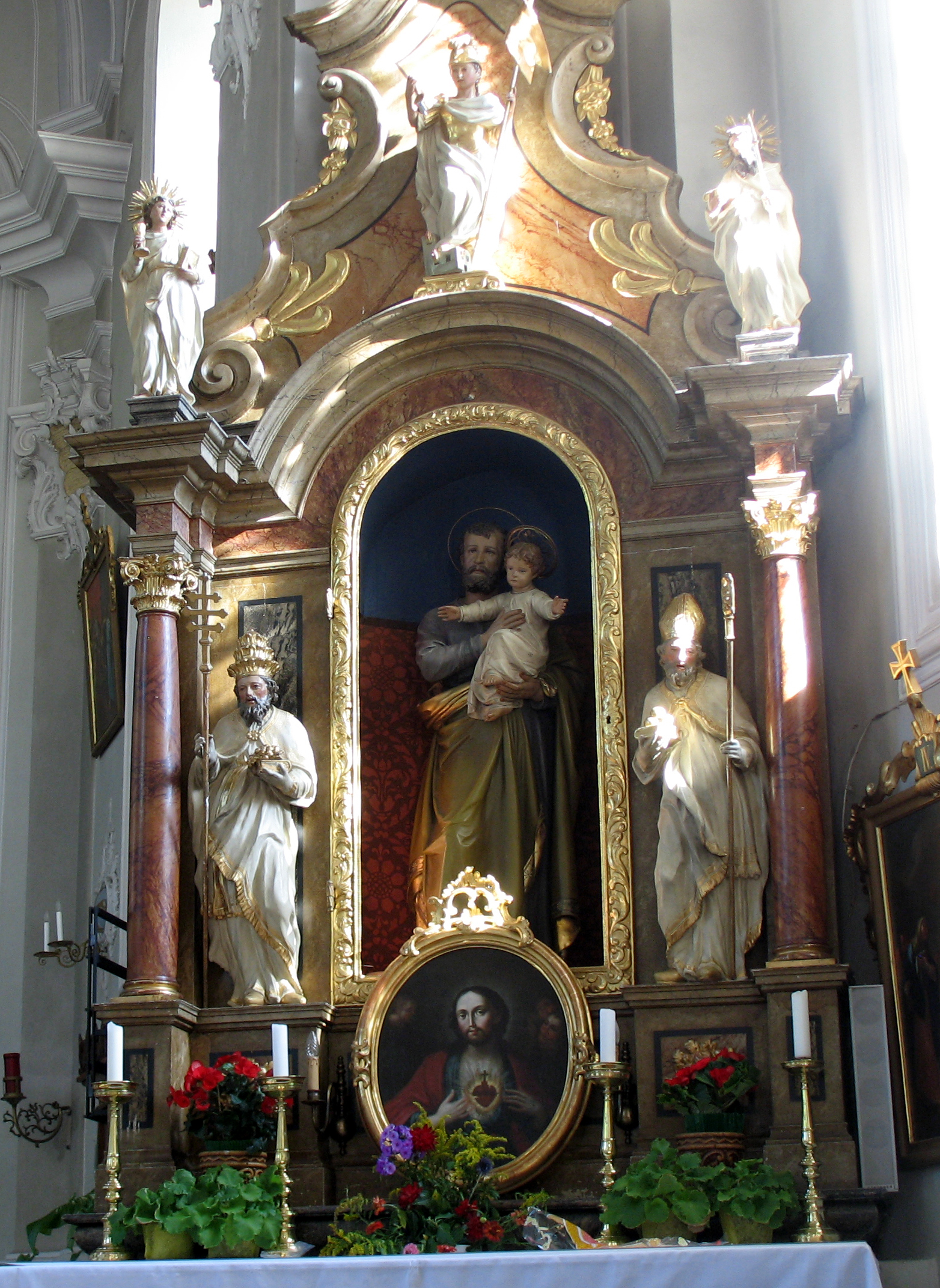
Josefsaltar
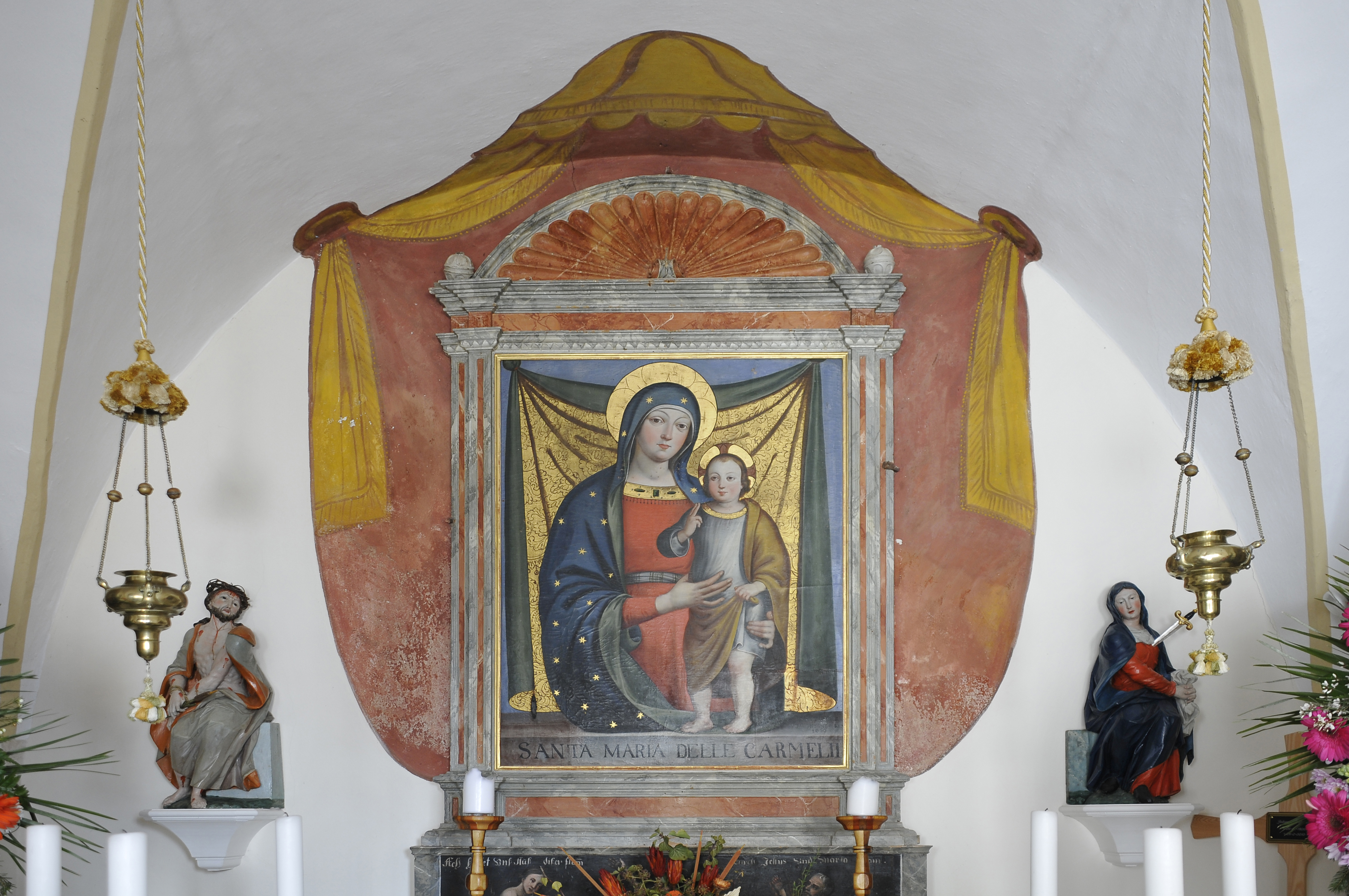
Renaissance-Retabel
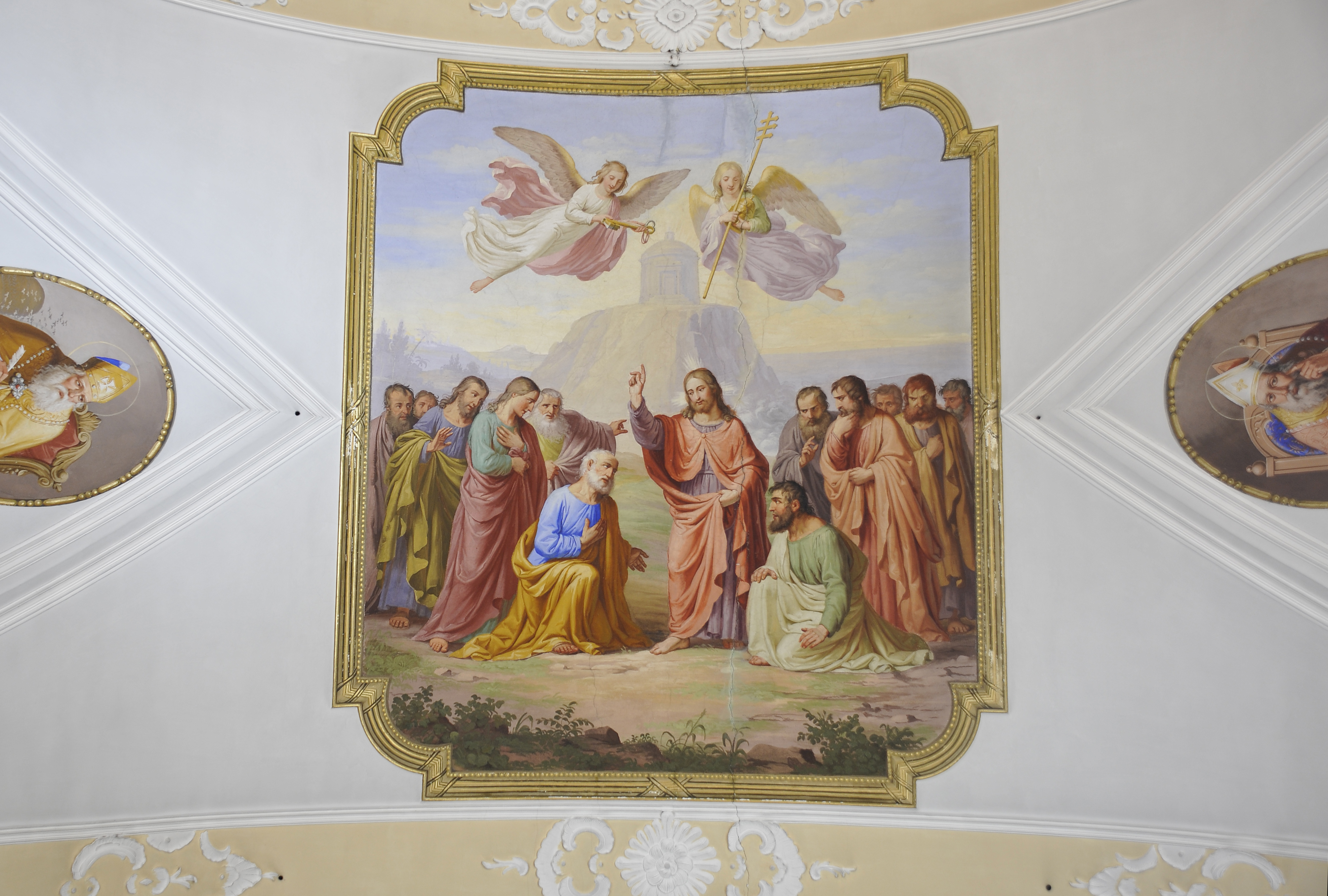
Deckenfresko von Josef Arnold